# Trigonometria
A trigonometria (az ógörög τρίγωνος / trigonosz – "háromszög", és μέτρον / metron – "mérés" szavakból) a matematika egy ága, mely a geometriában a háromszögek oldalai és szögei közötti összefüggésekkel, az analízisben az őket leíró trigonometrikus függvényekkel foglalkozik. A trigonometria feladatai közé tartozik ezek tulajdonságainak vizsgálata és az ezeken alapuló számítások. A gömbi háromszögeket a gömbi trigonometria írja le. A gömbi szögfüggvények is a szögfüggvények közé tartoznak; ugyanúgy elemzik és felhasználják őket, mint a többit. A hiperbolikus geometriából származtathatók a hiperbolikus szögfüggvények.
A közönséges, gömbi és hiperbolikus szögfüggvények mind bevezethetők analitikus úton is. Vizsgálatukkal a geometriából eredeztethető trigonometria az analízis részévé válik.

Szögfüggvények értelmezése a derékszögű háromszögben

Szögfüggvények értelmezése az egységsugarú körben

Szinusz- és koszinuszfüggvény

## Alapelvek
Két derékszögű háromszög hasonlóságát teljesen meghatározza egyik hegyesszögük nagysága. Ha az egyik hegyesszög mindkét háromszögben egyenlő (ekkor a másik hegyesszögük is egyenlő egymással) , akkor hasonlóak, így oldalaik aránya megegyezik. Ha az egyik háromszögben bármelyik két oldalhosszt elosztjuk egymással, a hányados ugyanakkora, mint a másik háromszög megfelelő két oldalhosszának hányadosa. Ezeket az arányokat hagyományosan az ismert (például α szög) szögfüggvényeivel írják le:
- A szinusz függvény (sin) az α szöggel szemben lévő a befogó és a c átfogó hányadosa,
- A koszinusz függvény (cos) az α szög melletti b befogó és a c átfogó hányadosa,
- A tangens függvény (tg, tan) az α szöggel szemben lévő a befogó és a szög melletti b befogó hányadosa.

Átfogó a derékszöggel szembeni oldal, befogó pedig a másik két oldal egy derékszögű háromszögben.
{\displaystyle \sin \alpha ={\frac {a}{c}},}    {\displaystyle \cos \alpha ={\frac {b}{c}},}    {\displaystyle \tan \alpha ={\frac {a}{b}}={\frac {\sin \alpha }{\cos \alpha }}}
A függvények reciprokait koszekáns (csc), szekáns (sec), illetve kotangens (ctg) néven hívjuk. A koszekáns a szinusz, a szekáns a koszinusz, míg a kotangens a tangens reciproka. Az inverz trigonometrikus függvények: arkuszszinusz (arc sin), arkuszkoszinusz (arc cos) és arkusztangens (arc tg). Ezek között a függvények között fennálló összefüggések a trigonometriai összefüggések.
Ezekkel a függvényekkel egy három adatával meghatározott tetszőleges háromszög hiányzó méretei (oldalhosszúságai és szögei) kiszámíthatók a szinusztétel és a koszinusztétel segítségével. Ezek az összefüggések használhatók a geometria minden területén, mivel minden sokszög véges számú háromszögre bontható.
A fenti definíciók csak 0 és 90° között (0 és π/2 radián között) értelmezhetők. Az egységsugarú kört alkalmazva a definíció kiterjeszthető az összes pozitív és negatív argumentumra (l. trigonometrikus függvények). A trigonometrikus függvények periodikus függvények, 180° (π radián) vagy 360° (2π radián) periodicitással. Ez azt jelenti, hogy ismétlődnek a fenti értékekkel.

## Számolás trigonometrikus függvényekkel
A trigonometrikus függvényekről az elsők között készültek matematikai táblázatok. Ilyen függvénytáblákat matematikai segédkönyvként használták a tanulók, akik megtanulták azt is, hogyan kell interpolációt használni a táblázatban elérhetőnél nagyobb pontosság elérésére. A logarléc szintén tartalmazott egy vagy több skálát a szögfüggvények használatához.
Manapság a tudományos zsebszámológépeken a megfelelő gomb lenyomásával érhetők el a szögfüggvények (sin, cos és tg) és inverz függvényeik. A függvények argumentuma akár fok, akár radián lehet. A legtöbb számítógépes programnyelv rendelkezik függvénykönyvtárakkal, melyek többek között szögfüggvényeket is tartalmaznak. Olyan interaktív számítógépes eszközök, mint például a Microsoft Excel, szintén támogatják a szögfüggvényeket. A személyi számítógépek mikroprocesszorának lebegőpontos egysége beépített utasításkészlettel rendelkezik szögfüggvények számításához.

## A trigonometria korai története

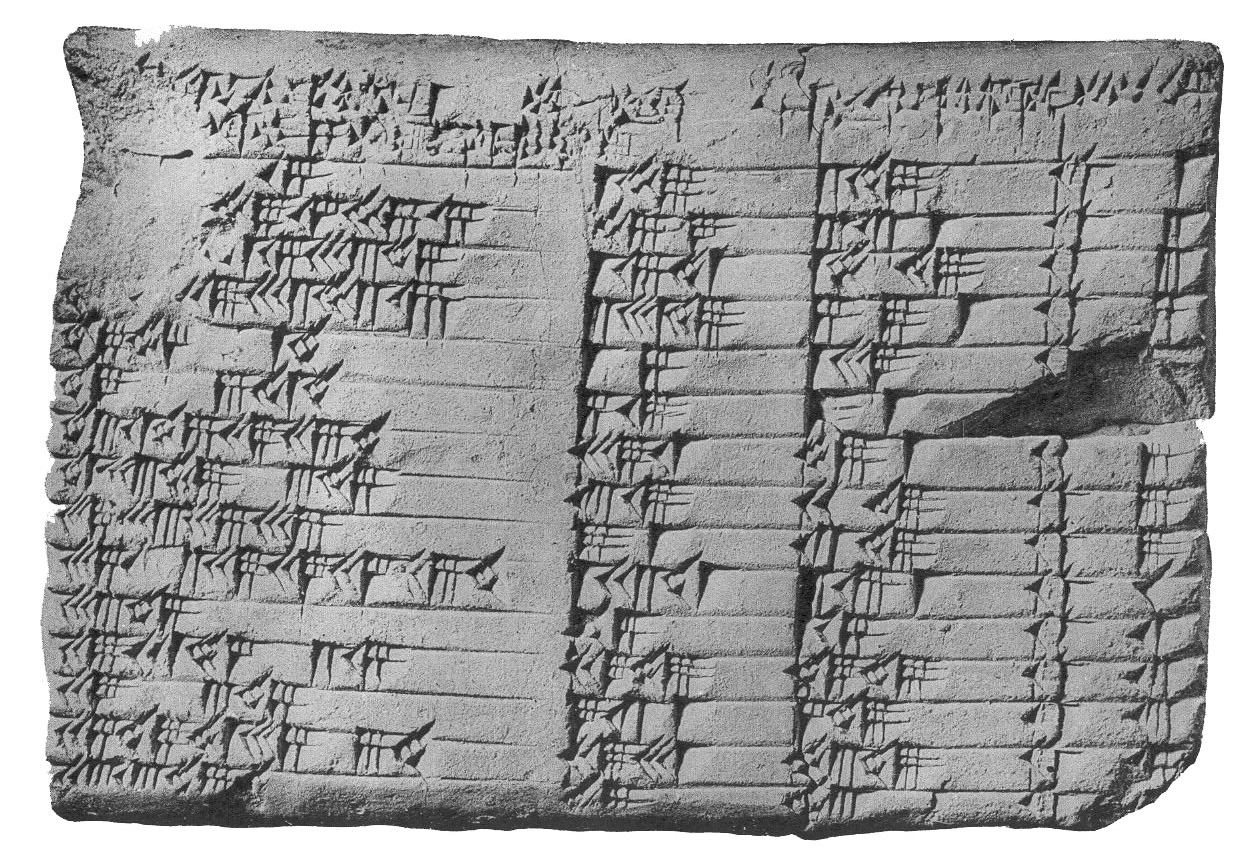
A Plimpton 322 számú tábla a püthagoraszi számhármasokkal

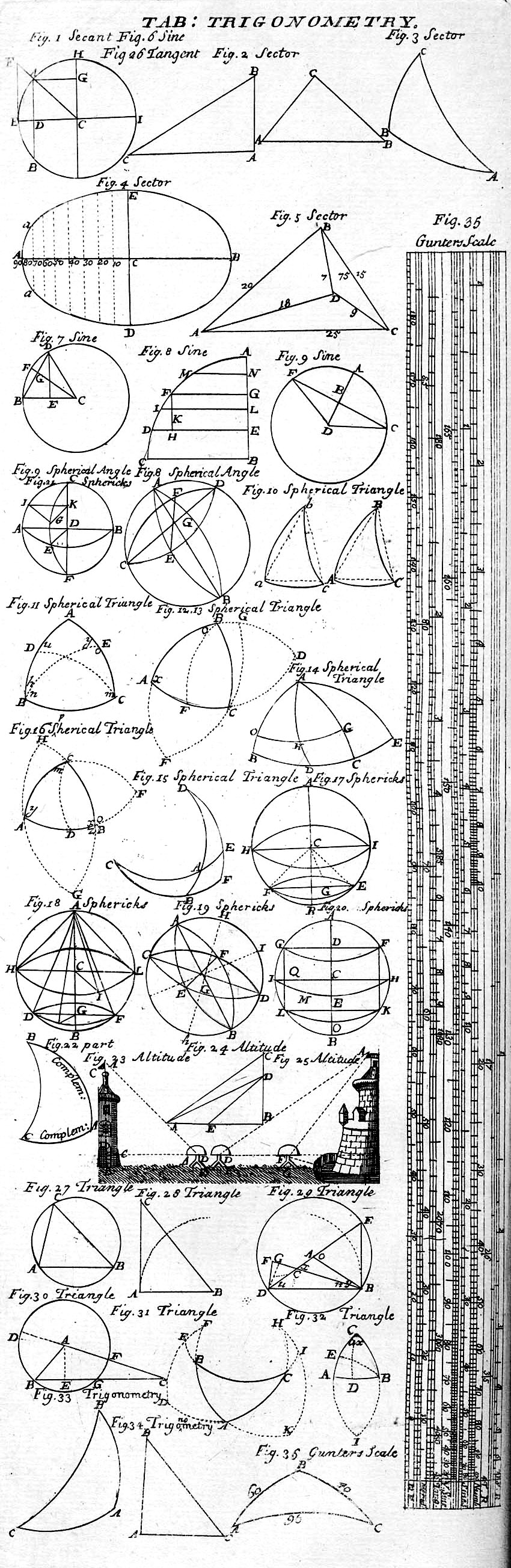
A trigonometria táblája, Cyclopaedia, 1728.

A trigonometriát valószínűleg asztronómiai célokra találták fel. A trigonometria kezdeteit az ókori Egyiptom, Mezopotámia és az Indus-völgyi civilizációig lehet követni több, mint 4000 évvel ezelőttig. A fokokban, percekben és másodpercekben történő szögmérés a babiloni hatvanas számrendszerből ered. Edgar Banks még a 20. század elején talált egy táblát, ahol a püthagoraszi számhármasokat írták le. Ezt sokáig nem tudták értelmezni a történészek, de valószínűsíthetően alkalmazott geometriai feladatokat oldottak meg vele.
A trigonometria szögfüggvényes alkalmazása a hellenizmus korában élt görög matematikustól, Hipparkhosztól származik kb. i. e. 150-ből, aki függvény táblát készített a szinuszfüggvényre háromszögek számításához. Ptolemaiosz továbbfejlesztette a trigonometriai számításokat i. sz. 100 körül.
Az Indiában írt Sulba Sutrák i. e. 800 és i. e. 500 között pontosan számolta ki a sin π/4 (45°) értékét, melyet 1/√2-ként adott meg.
Az ókori szingalézek, amikor víztározókat építettek Anuradhapura királyságban, trigonometriát használtak a vízáram gradiensének számításához.
Árjabhata indiai matematikus 499-ben szinusz- és koszinuszfüggvény-táblát készített. A szinuszt zyanak, a koszinuszt kotizyanak nevezte, és otkram zya volt az inverz szinusz neve, valamint bevezette az 1-cosα függvényt is.
Egy másik indiai matematikus, Brahmagupta 628-ban szinusz értékek számításához a később Newton-Stirling formula néven ismerthez hasonló interpolációt használt.
A 10. században Abul Wáfa perzsa matematikus és asztronómus bevezette a tangensfüggvényt és a szögfüggvénytáblázatok kiszámításához új módszert talált fel. Felállította a szögösszegezés képleteit, vagyis például sin (a + b)-t, és felfedezte a szinusztételt a gömbi geometriában:
{\displaystyle {\frac {\sin(\alpha )}{\sin(a)}}={\frac {\sin(\beta )}{\sin(b)}}={\frac {\sin(\gamma )}{\sin(c)}}}
A 10. század végén és a 11. század elején Ibn Yunus egyiptomi asztronómus több igen pontos trigonometriai számítást hajtott végre és bemutatta a {\displaystyle \cos(a)\cos(b)=(1/2)[\cos(a+b)+\cos(a-b)]} összefüggést is.
Az indiai matematikusok élen jártak az algebra használatában a csillagászati számításoknál, beleértve a trigonometriát is. I. e. 1350-1200 körül Lagadha volt az első, aki geometriát és trigonometriát használt a csillagászatban a Vedanga Jyotisha művében. Omar Hajjám (1048-1131) perzsa matematikus és költő összekapcsolta a trigonometriát a közelítő számítások elméletével abból a célból, hogy geometriai problémákkal kapcsolatos algebrai egyenleteket oldjon meg.
Hajjám meghatározta a {\displaystyle x^{3}+200x=20x^{2}+2000} harmadfokú egyenlet pozitív gyökét úgy, hogy egy hiperbola és egy kör metszéspontját vizsgálta. A megoldáshoz közelítő numerikus eljárást használt, melynek során trigonometrikus táblázatban interpolált.
Az indiai Bhaskara 1150-ben részletes módszert közölt arra, hogyan kell szinusz táblázatot szerkeszteni bármely szögre és néhány összefüggést közölt szinusz- és koszinuszfüggvényre. Bhaskara a gömbi trigonometriát is továbbfejlesztette.
Valószínűleg Naszír ad-Dín Túszí perzsa matematikus volt az első a 13. században, aki a trigonometriát önálló matematikai diszciplínaként tárgyalta.
Bartholemaeus Pitiscus matematikus 1595-ben megjelent fontos munkájában használta először a "trigonometria" szót.

## Kapcsolódó szócikk
- Trigonometrikus egyenlet